# 基山駅
基山駅（きやまえき）は、佐賀県三養基郡基山町大字小倉にある、九州旅客鉄道（JR九州）・甘木鉄道の駅である。両社の共同使用駅である。
九州旅客鉄道の鹿児島本線と、甘木鉄道の甘木線の2路線が乗り入れている。甘木線は当駅が起点である。鹿児島本線にはJB12の駅番号が設定されている。

## 歴史

### 年表
- 1918年（大正7年）：木山口信号場として鉄道院が開設[1]。
- 1921年（大正10年）8月5日：駅に昇格し、基山駅として開業[1]。
- 1939年（昭和14年）4月28日 - 甘木線開通[1][3]。
- 1986年（昭和61年）4月1日：甘木線が甘木鉄道に転換[4]。
- 1987年（昭和62年）4月1日：国鉄分割民営化により、鹿児島本線の駅は九州旅客鉄道（JR九州）が継承[5]。
- 1988年（昭和63年）2月12日：橋上駅舎化[2]。
- 2000年（平成12年）9月20日：自動改札機を設置し、供用開始[6]。
- 2009年（平成21年）3月1日：鹿児島本線でICカード「SUGOCA」の利用が可能となる[7]。
- 2023年（令和5年）10月1日：JR九州サービスサポートによる業務委託を終了し、JR九州本体による直営駅となる。

### 駅名の由来
開業時の地名（三養基郡基山村）が由来。古くは「基山（きざん）」、「城山（きやま）」とも読まれ、「城のある山」という意味である。
664年に天智天皇によって駅の北西にある「基山（きざん）」に立てられた基肄城が由来で、大野城と共に作られた日本最初の国防城郭である。

## 駅構造

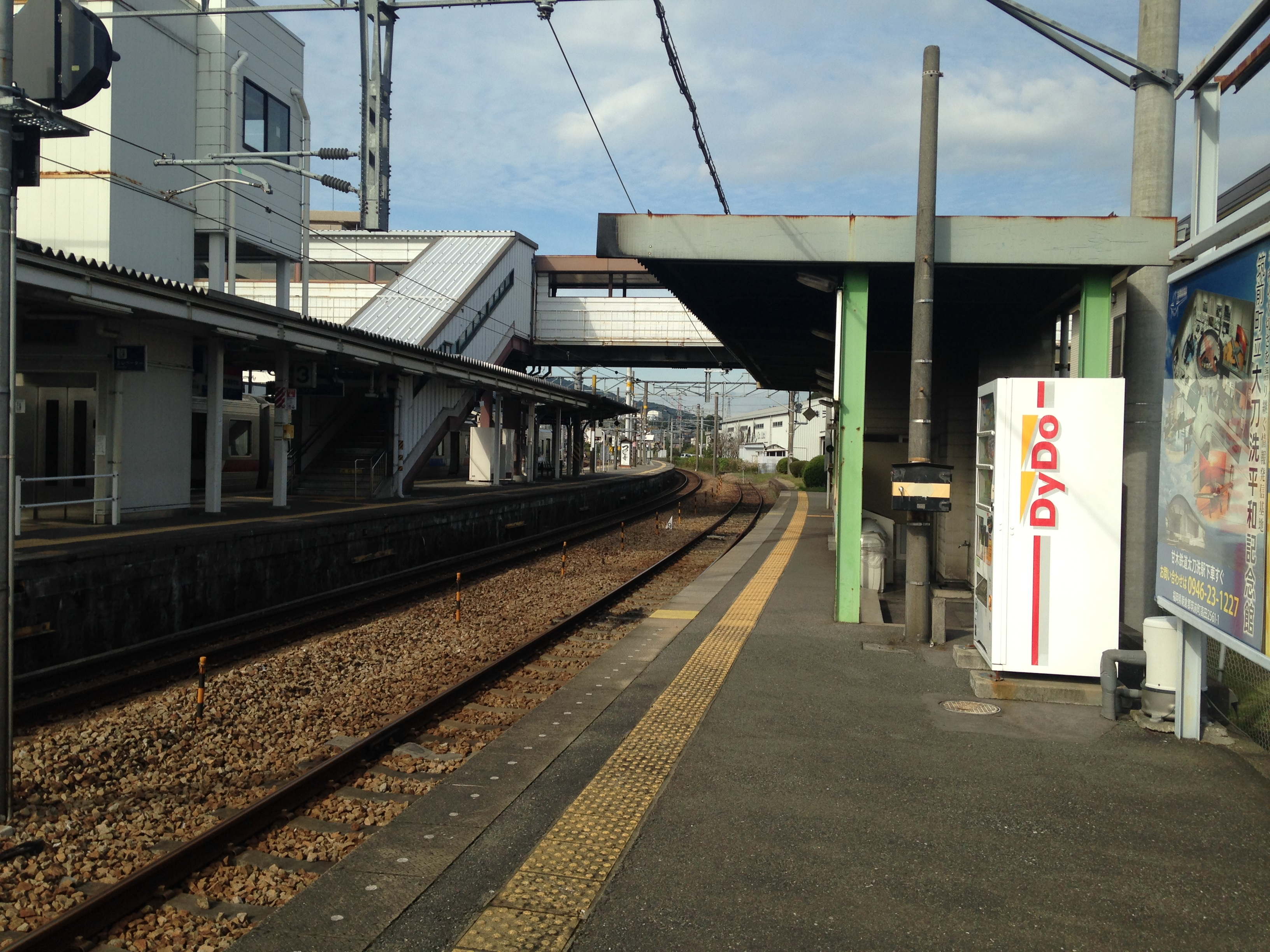
JR九州のホーム（左側）と甘木鉄道のホーム（右側）

### JR九州
単式ホーム1面1線・島式ホーム1面2線と橋上駅舎の設備を有する地上駅。全体は鉄路と共に並行する国道3号を跨ぐ形の自由通路となっている。
国鉄時代の橋上駅舎への改築以前は全体で3面5線のホームを有していた。4番5番を使用していた国鉄甘木線の甘木鉄道移管や駅舎の改築の過程で5番線は撤去された。
改札が橋上にあるため、駅構内だけでなく外部から改札に上がるためのエレベーターが設置されている。かつては橋上の待合室にキヨスクが、直下の1階部分ではトランドールが営業していたがともに撤退した。その後待合室には町内の職人や作家などでつくる「基山職人の会」のギャラリーが設置されている。
2023年10月以降は直営駅だが、駅長の配置はなく、収受要員のみの配置となっている。みどりの窓口および自動改札機が設置されている。

#### JR線のりば
| のりば | 路線       | 方向 | 行先                         | 備考                    |
| ------ | ---------- | ---- | ---------------------------- | ----------------------- |
| 1・2   | 鹿児島本線 | 上り | 二日市・博多・折尾・小倉方面 | 2番線は上下共用の待避用 |
| 2・3   | 鹿児島本線 | 下り | 鳥栖・久留米・大牟田方面     | 2番線は上下共用の待避用 |

### 甘木鉄道
単式ホーム1面1線を持つ地上駅。国鉄時代の4番線を使用しJRホームの東側に位置している。JRとは線路が繋がっていない（車止めから先の線路は撤去されていないが砂利が盛られて行き止まりになっている）。自由通路から階段を降りるとホームになっている。改札も自動券売機もないが待合室や自販機、トイレ（汲取式）がある。エレベーターなどはない。JRとの連絡改札はなく、JRから甘木鉄道に乗り換える際は一旦改札を出る必要がある。

## 利用状況
- JR九州 - 2023年度の1日平均乗車人員は3,467人である[9]。佐賀県内の鹿児島本線の駅では鳥栖駅に次ぐ第2位である。
- 甘木鉄道 - 2019年度の1日平均乗車人員は841人である[10]。

近年の1日平均乗降・乗車人員の推移は以下の通りである。
| 年度               | JR九州   | JR九州   | 甘木鉄道 |
| 年度               | 乗降人員 | 乗車人員 | 乗車人員 |
| ------------------ | -------- | -------- | -------- |
| 1998年（平成10年） | 8,729    | 4,346    |          |
| 1999年（平成11年） | 8,469    | 4,199    |          |
| 2000年（平成12年） | 8,292    | 4,129    | 515      |
| 2001年（平成13年） | 8,209    | 4,087    |          |
| 2002年（平成14年） | 8,166    | 4,075    |          |
| 2003年（平成15年） | 8,127    | 4,049    |          |
| 2004年（平成16年） | 7,706    | 3,846    |          |
| 2005年（平成17年） | 7,691    | 3,838    | 522      |
| 2006年（平成18年） | 7,580    | 3,771    | 557      |
| 2007年（平成19年） | 7,530    | 3,764    | 545      |
| 2008年（平成20年） | 7,566    | 3,772    | 694      |
| 2009年（平成21年） | 7,152    | 3,574    | 645      |
| 2010年（平成22年） | 6,941    | 3,479    | 700      |
| 2011年（平成23年） | 6,946    | 3,482    | 663      |
| 2012年（平成24年） | 7,313    | 3,676    | 737      |
| 2013年（平成25年） | 7,419    | 3,708    | 739      |
| 2014年（平成26年） | 7,243    | 3,631    | 729      |
| 2015年（平成27年） | 7,553    | 3,802    | 823      |
| 2016年（平成28年） | 7,626    | 3,826    | 805      |
| 2017年（平成29年） |          | 3,783    | 787      |
| 2018年（平成30年） |          | 3,828    | 826      |
| 2019年（令和元年） |          | 3,875    | 841      |
| 2020年（令和02年） |          | 2,999    |          |
| 2021年（令和03年） |          | 3,131    |          |
| 2022年（令和04年） |          | 3,393    |          |
| 2023年（令和05年） |          | 3,467    |          |

## 駅周辺
国道3号が東側に通り、駅西側にはロータリーがある。
- 基山モール商店街
- 東明館中学校・高等学校
- 基山町立基山中学校
- 佐賀県道219号基山停車場線
- 佐賀県道137号基山平等寺筑紫野線
- 佐賀県道300号基山公園線
- 佐賀県道131号小郡基山線
- 佐賀県道132号本郷基山停車場線
- 大興善寺[1]
- 荒穂神社（ただし3km弱の距離がある）
- 基山町立図書館
- マックスバリュ 基山店

## バス路線
- きやまコミュニティバス：基山タクシーが運行。町役場をはじめ町内各地に運行。
- 西鉄バス：通常は上記のきやまコミュニティバス以外に運行しないが、大興善寺のつつじともみじが見頃となる時期には西鉄バス佐賀が基山駅と大興善寺最寄りの小松バス停を結ぶ臨時バスを運行する。かつては飯塚 - 久留米間の特急や鳥栖・小郡・小松方面へのバス路線が存在したがすべて廃止された。
- 瀧光徳寺が基山駅より送迎バスを運行する。

## 隣の駅
九州旅客鉄道（JR九州）
 鹿児島本線
■快速・■区間快速
原田駅 (JB10) - 基山駅 (JB12) - 鳥栖駅 (JB15)
■区間快速（一部の列車）・■普通
けやき台駅 (JB11) - 基山駅 (JB12) - 弥生が丘駅 (JB13)
甘木鉄道
■甘木線
基山駅 - 立野駅